# 天主教巴蘭卡韋梅哈教區
天主教巴蘭卡韋梅哈教區（拉丁語：Dioecesis Barrancabermeiensis）是哥倫比亞一個羅馬天主教教區，屬布卡拉曼加總教區。
教區的前身是馬格達萊納河宗座監牧區，1928年4月2日成立。宗座監牧區於1950年4月18日升為巴蘭卡韋梅哈宗座代牧區，1962年10月27日升為教區。
教區位於桑坦德省、安蒂奧基亞省和博亞卡省的交界，2012年時有420,000名教友（佔轄區總人口71.9%）、34個堂區和66名司鐸。
現任教區主教為歐維迪奧·希拉爾多-貝拉斯克斯，榮休主教為加彌祿·威田南·卡斯得隆-皮薩諾。